# Station Ibaraki
Station Ibaraki (茨木駅, Ibaraki-eki) is een spoorwegstation in de Japanse  stad Ibaraki. Het wordt aangedaan door de JR Kioto-lijn. Het station heeft vier sporen, waarvan sporen 1 en 4 bestemd zijn voor doorgaande treinen. 

## Treindienst

### JR West
| 1 | ■ Doorgaande treinen |                                         |
| 2 | ■ JR Kioto-lijn      | richting Osaka, Shin-Osaka en Sannomiya |
| 3 | ■ JR Kioto-lijn      | richting Takatsuki en Kioto             |
| 4 | ■ Doorgaande treinen |                                         |

## Geschiedenis
Het station werd in 1876 geopend. In 1969 werd er een nieuw station gebouwd. 

## Overig openbaar vervoer
Bussen van Hankyu, Keihan en Kintetsu.

## Stationsomgeving
Het station ligt in het hart van de stad Ibaraki, waardoor er relatief veel restaurants, winkels en overheidsgebouwen in de omgeving zijn.
- Ibaraki Shop Town (winkelcentrum)
  - Au (mobiele telefoons)
  - Izumiya (supermarkt)
- Daily Yamazaki
- Sakate (supermarkt)
- Æon Ibaraki Shopping Centre (winkelcentrum)
- NTT DoCoMo (mobiele telefoons)
- 7-Eleven
- SoftBank (mobiele telefoons)
- Stadhuis van Ibaraki
- Ibaraki-schrijn
- Hankyu Oasis (supermarkt)
- Tsutaya
- FamilyMart
- Lawson

(Biwako-lijn<<) · Kyoto · Nishiōji · Katsuragawa · Mukōmachi · Nagaokakyō · Yamazaki · Shimamoto · Takatsuki · Settsu-Tonda · Ibaraki · Senrioka · Kishibe · Suita · Higashi-Yodogawa ·  Shin-Ōsaka · Ōsaka · (>>JR Kōbe-lijn) 